# (5211) Stevenson
(5211) Stevenson es un asteroide perteneciente al cinturón de asteroides, descubierto el 8 de julio de 1989 por Carolyn Shoemaker y por su esposo que también era astrónomo Eugene Shoemaker desde el Observatorio del Monte Palomar, Estados Unidos.

## Designación y nombre
Designado provisionalmente como 1989 NX. Fue nombrado Stevenson en honor al científico neozelandés David J. Stevenson que desarrolla su labor en el Instituto de Tecnología de California. Especializado en geofísica teórica y ciencia planetaria. Ha aportado nuevos conocimientos para comprender más sobre los interiores planetarios y el origen de los campos magnéticos planetarios.

## Características orbitales
Stevenson está situado a una distancia media del Sol de 2,294 ua, pudiendo alejarse hasta 2,854 ua y acercarse hasta 1,734 ua. Su excentricidad es 0,243 y la inclinación orbital 26,78 grados. Emplea 1269,54 días en completar una órbita alrededor del Sol.

## Características físicas
La magnitud absoluta de Stevenson es 13,2. Tiene 6 km de diámetro y su albedo se estima en 0,279.